# Droga krajowa B179 (Niemcy)
Droga krajowa 179 (niem.: Bundesstraße 179, B 179) – niemiecka droga krajowa w Berlinie i w Brandenburgii. Droga ta biegnie od Berlina przez Königs Wusterhausen do Birkenhainchen, ok. 13 km na północny wschód od Lubina. Droga kończy się na skrzyżowaniu z Drogą B87.

## Ważniejsze miejscowości leżące na trasie B179
- Berlin
- Schönefeld
- Königs Wusterhausen
- Bestensee
- Märkisch Buchholz
- Neu Lübbenau
- Dollgen